# Helena Świtalska
Helena Świtalska (ur. 16 kwietnia 1886 w Kętrzynie, zm. 1945 na Syberii) – doktor matematyki, nauczycielka matematyki, fizyki, pedagogiki i geografii w szkołach średnich w Braniewie: w Elisabethschule oraz w gimnazjum, działaczka społeczna.

## Życiorys

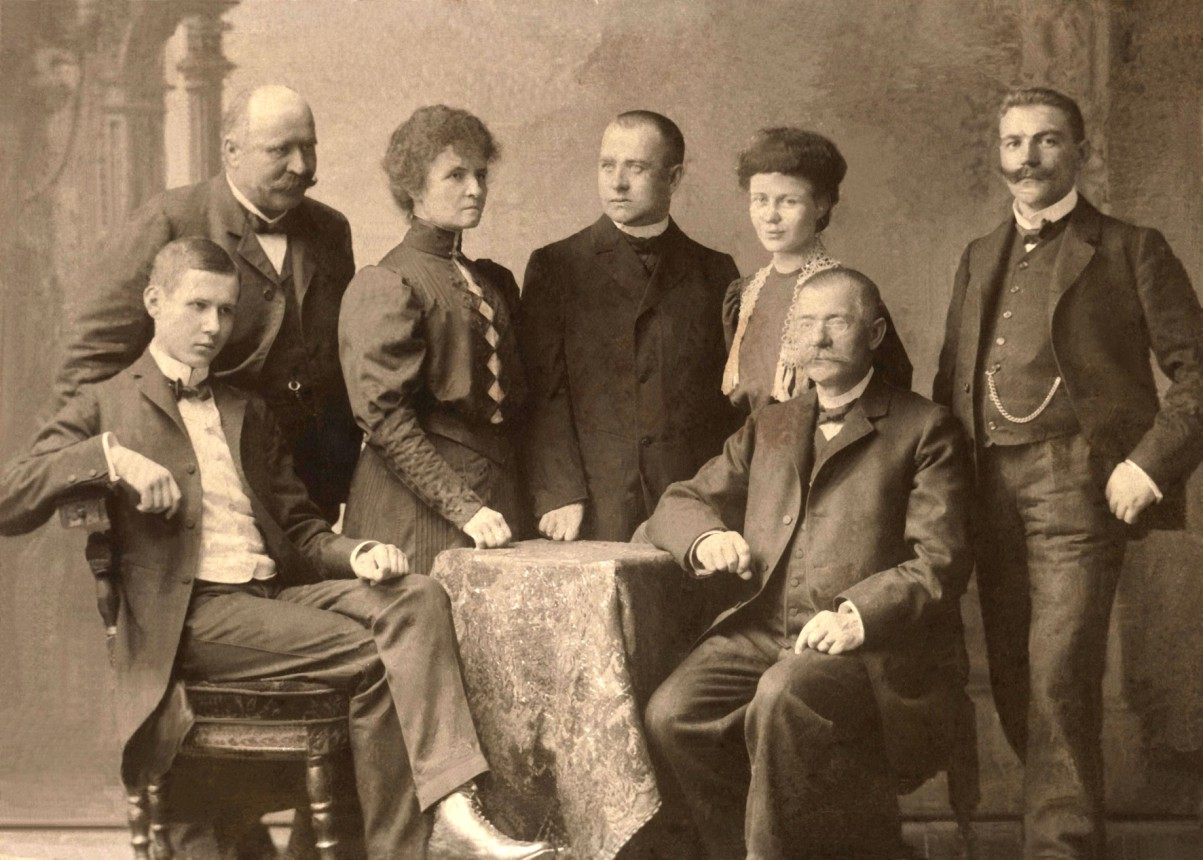
Helena Świtalska stoi druga z prawej, przy niej siedzi ojciec Marcin, obok stoi brat ks. Władysław i matka

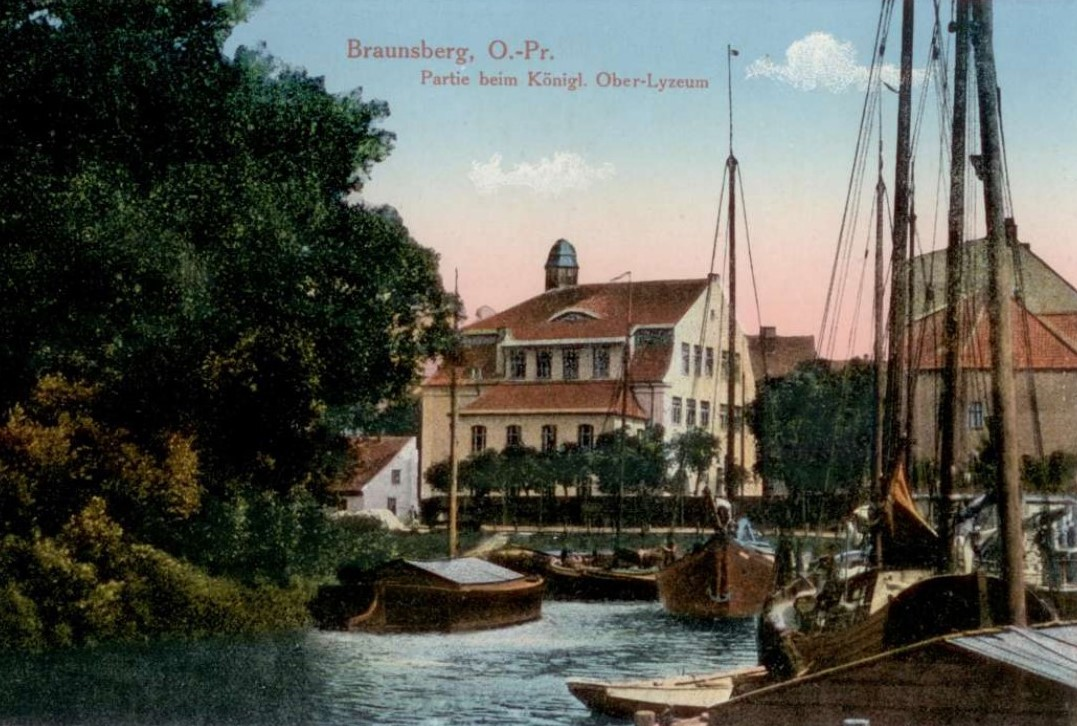
Elisabethschule w Braniewie

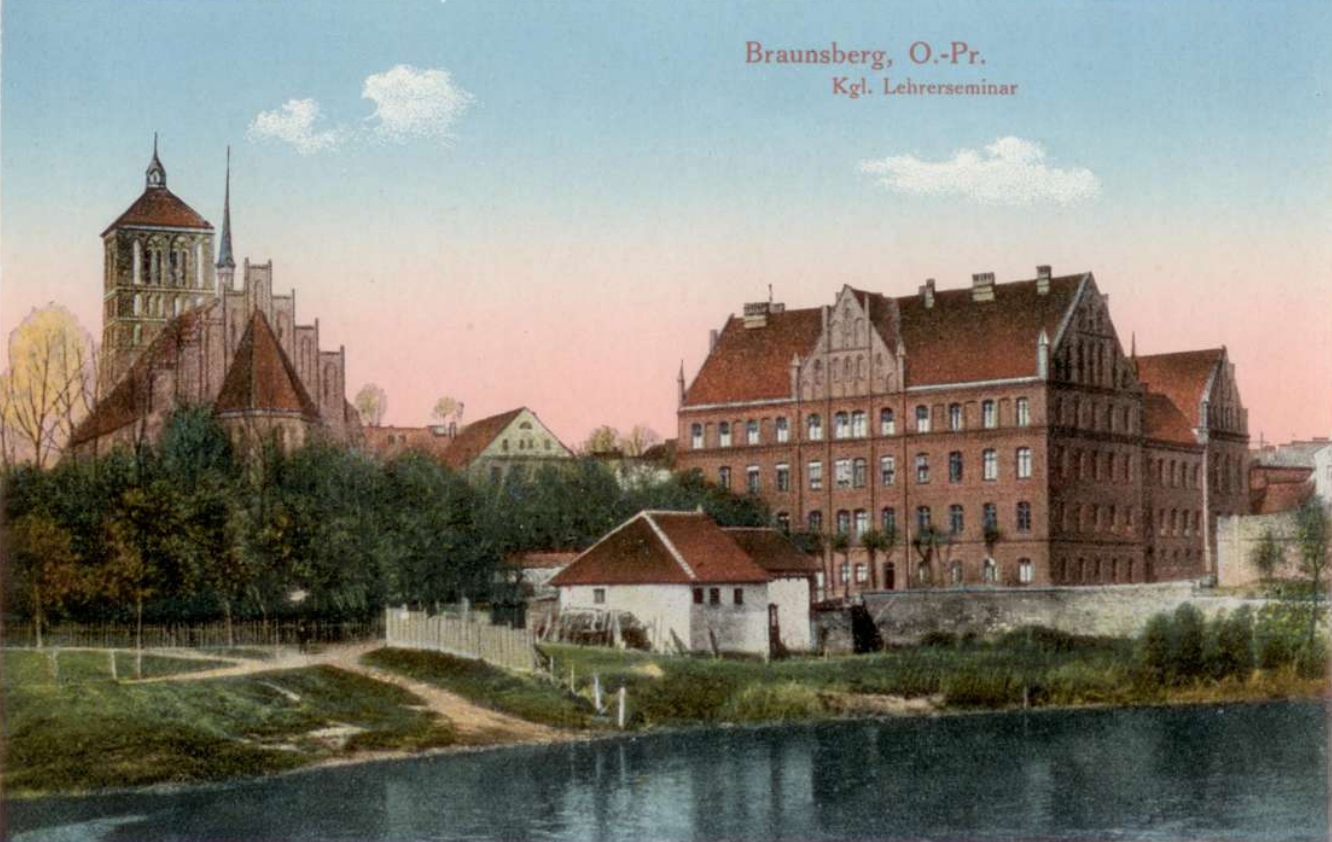
Szkoła Zamkowa, od 1939 siedziba Elisabethschule

Helena Świtalska urodziła się 16 kwietnia 1886 w Kętrzynie w rodzinie nauczyciela Marcina Świtalskiego i jego żony Elżbiety. Ojciec był nauczycielem matematyki i fizyki, później też lektorem języka polskiego w szkołach średnich. Rodzina przyjechała do Prus Wschodnich, gdy Marcin Świtalski został dekretem ministerstwa przeniesiony z Wielkopolski do Królewskiego Gimnazjum w Kętrzynie, w którym pracował przez następne 10 lat (1880–1890). Tam przyszła na świat Helena, jako drugie dziecko w rodzinie, pierwszym był syn Władysław, późniejszy ksiądz i rektor Państwowej Akademii w Braniewie. W 1890 rodzina z dwójką dzieci przeprowadziła się do Braniewa, gdyż ojciec został otrzymał tam posadę nauczyciela matematyki i fizyki w gimnazjum, a z chwilą utworzenia lektoratu języka polskiego w seminarium duchownym Liceum Hosianum, został również w nim mianowany etatowym wykładowcą.
W 1906 Helena ukończyła w Braniewie szkołę żeńską Elisabethschule. Następnie, za namową dyrektor liceum Elisabeth Schröter, rozpoczęła studia na Uniwersytecie Albrechta w Królewcu, które ukończyła w 1919 roku, zdając nauczycielski egzamin państwowy. W tym samym roku została zatrudniona w Elisabethschule w Braniewie na cały etat.
Około 1920 zdała drugi państwowy egzamin nauczycielski w Olsztynie, ale najważniejszym osiągnięciem naukowym w jej karierze była obrona rozprawy doktorskiej z matematyki (dziedzina geometria różniczkowa) napisanej na Uniwersytecie w Królewcu pod kierunkiem prof. Franza Meyera pt. Ein Betrag zur Theorie der Strahlensysteme (Przyczynek do teorii systemów promieniowania). Praca została obroniona z wyróżnieniem (summa cum lauda) 30 grudnia 1922 roku.
W szkole żeńskiej nauczała matematyki, fizyki, pedagogiki i przyrody. Przez uczniów ceniona była bardzo za pomoc i życzliwość. Była tu pierwszą kobietą w gronie pedagogicznym, która uzyskała prawo jazdy. Przez krótki tylko okres dane jej było cieszyć się z posiadania czarnego mercedesa, gdyż wkrótce, po przejęciu rządów przez narodowych socjalistów w III Rzeszy, wprowadzono ograniczenia do posiadania samochodów dla osób prywatnych, gdyż władza wykorzystywała pojazdy silnikowe jako instrument prowadzonej propagandy. Odtąd już przez cały czas pracy pedagogicznej, tj. do stycznia 1945 roku, będzie musiała pokonywać 10-kilometrową trasę z Fromborka do szkół w Braniewie i z powrotem pociągiem kolei nadzalewowej. Gdy pociąg nie przyjeżdżał na czas, co nie było rzadkie, spóźnienie pani profesor do szkoły dawało zarazem alibi dla grona uczniów dojeżdżających razem z nią.
Do 1933 roku Helena Świtalska zamieszkiwała w Braniewie, najpierw razem z rodzicami, później, gdy zmarli, z bratem w wynajmowanym mieszkaniu w centrum miasta przy Langgasse 13 (współcześnie ul. Gdańska). Gdy miała zaledwie 15 lat, zmarła jej matka Elżbieta (1849–1904), odtąd na Helenę spadł ciężar wypełniania wszystkich domowych obowiązków. Gdy w 1929 umiera jej ojciec, pełni obowiązki domowe dla brata, wówczas już ks. profesora Akademii Państwowej w Braniewie. W 1932 roku ks. Władysław Świtalski zostaje mianowany kanonikiem kapituły we Fromborku. Wówczas zostaje mu przydzielona kanonia pw. św. Stanisława na Wzgórzu Katedralnym we Fromborku, położona tuż przy potężnym 30-metrowym monumencie Mikołaja Kopernika. Tam do dużo lepszych warunków mieszkaniowych w 1933 przeprowadza się wraz z bratem księdzem. Helena we Fromborku, podobnie jak w Braniewie, utrzymuje kontakty naukowe i towarzyskie z wieloma uczonymi, mieszkańcami Wzgórza Katedralnego, a ich mieszkanie i ogród służą często jako miejsce opieki dla starych i schorowanych profesorów nauczycieli braniewskich szkół, m.in. opiekuje się Hermannen Hefele, który ostatnie dni życia spędza u nich w kanonii.
8 lutego 1945 Frombork zostaje zdobyty przez Armię Czerwoną. Helena Świtalska została w tym dniu wraz z innymi kobietami umieszczona w kościele ewangelickim (współcześnie katolicki kościół św. Wojciecha) z przeznaczeniem do wywózki w głąb Związku Radzieckiego. Następnego dnia rano ks. Świtalski zaniepokojony zniknięciem siostry, wyszedł na jej poszukiwania. Jednak pilnujący kobiet w kościele żołnierz radziecki nie dopuścił do spotkania, toteż ksiądz zawrócił na Wzgórze. W drodze powrotnej napotkał młodego żołnierza rosyjskiego, który go zatrzymał. Po wypowiedzeniu słów, że jest księdzem, został zastrzelony przez czerwonoarmistę. Helenę Świtalską spotkał wkrótce równie okrutny los. Została wywieziona wraz z innymi mieszkankami miasta za Ural na Syberię, gdzie jeszcze w tym samym roku zginęła. Według relacji naocznych świadków mężnie do końca wspierała innych pomocą i opieką, tak jak zresztą czyniła to przez całe swoje życie.
Helena Świtalska nigdy nie wyszła za mąż i nie miała dzieci. Posługiwała się biegle zarówno językiem niemieckim, jak i polskim. Język niemiecki był językiem jej otoczenia, w nim pobierała nauki w szkołach i później w nim wykładała. Nie ma nawet poświadczeń jej obcego akcentu, na co na przykład uczniowie zwracali uwagę podczas nauczania przez jej ojca. Język polski zaś znała z polskiego domu rodzinnego i do końca życia w rozmowach ze swym bratem, ks. Władysławem Świtalskim, posługiwała się wyłącznie językiem polskim.